# Электроника (игры)

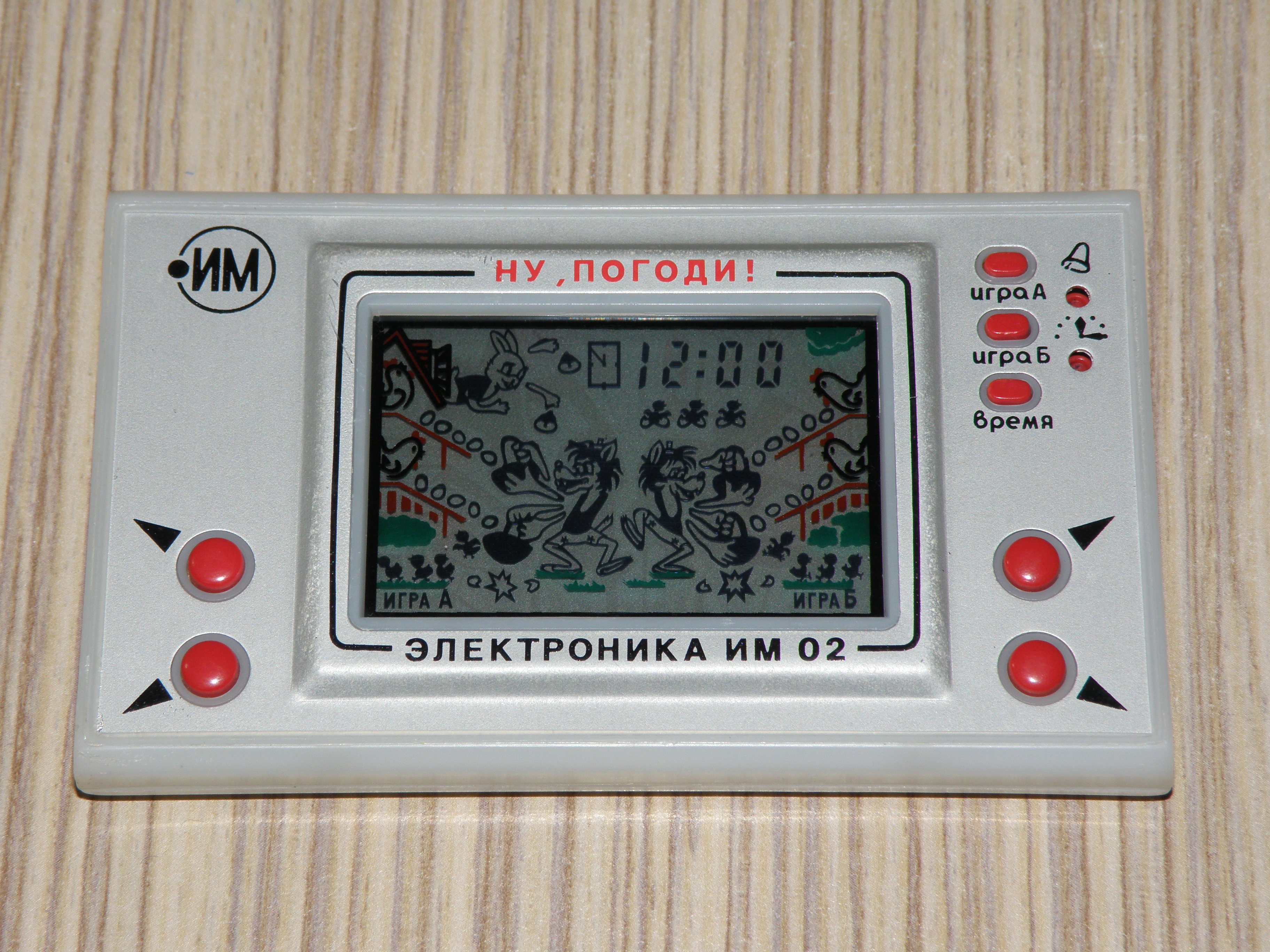
Электроника ИМ-02 («Ну, погоди!») — классический пример МПИ «Электроника»

Микропроцессорные игры серии «Электроника» — серия советских электронных игр, в основном объединённых в единую серию «Электроника ИМ» (ИМ — игра микропроцессорная). Эта серия включает в себя как карманные, так и настольные электронные игры, подвижные роботы, музыкальные инструменты и так далее.
Карманные игры серии «Электроника» с индикатором на жидких кристаллах — линейка советских портативных игровых устройств с жидкокристаллическим экраном, выпускавшихся разными производителями под общей торговой маркой «Электроника» с 1984 года. Часть игр этого семейства являлась копиями, аналогами и вариациями электронных игрушек Game & Watch серии «Wide Screen», выпущенных компанией Nintendo в 1981—1982 годах (EGG, Octopus, Mickey Mouse, Chef и другие).
Игры выпускались заводами «Ангстрем» (Зеленоград), «Микрон» (Зеленоград), «Арзамасским Заводом Радиодеталей» (Арзамас), «Биллюр» (Гянджа), «Эвистор» (Витебск), «Камертон» (Пинск), «Октябрь» (Винница), «Протон» (Орёл), «Северодонецким Приборостроительным Заводом» (Северодонецк), «Восход» (Калуга), «Эллар» (Рига) и некоторыми другими. Некоторые игры также выпускались заводом «Ангстрем» в экспортном варианте, с индексами «Angstrem MG-xx» и надписями на корпусе и упаковке на английском языке. Аналогично в экспортном варианте игры выпускал Орловский ПО «Протон», их отличительной особенностью была небольшая картинка из игровой ситуации на лицевой панели и дублирование наименования игры на английском и русском языках.

## Список игр
Известно несколько серий игр, различающихся обозначением — «ИМ» (Игра микропроцессорная), «ИЭ» (Игра электронная, Полесье) и просто «И». Одна игра, «Электроника 24-01», не имеет обозначения серии.
Серия «ИМ» — «Игра Микропроцессорная»
- «Ну, погоди!» — самая первая игра из серии однотипных игр «Ну, погоди!». Описана в бюллетене «Новые товары» № 12 1984. Не имела обозначения серии. Микропроцессор: КБ1013ВК1-2, дисплей ИЖМ 2-71-01 (или ИЖМ13-71).
- «Электроника 24-01» Игра на экране (Микки Маус) — аналог Nintendo MC-25 Mickey Mouse
- «Электроника ИМ-01» — шахматный компьютер разработки и производства ПО «Светлана»
- «Электроника ИМ-01Т» — шахматный компьютер
- «Электроника ИМ-02», «Ангстрем ИМ 02М» Ну, погоди! (1986) — аналог Nintendo EG-26 Egg
- «Электроника ИМ-03», «Misteries of the ocean» Тайны океана (1986) — аналог Nintendo OC-22 Octopus
- «Электроника ИМ-04», «Merry cook MG-04» Весёлый повар (1989) — аналог Nintendo FP-24 Chef
- «Электроника ИМ-05» — шахматный компьютер разработки и производства ПО «Светлана»
- «Электроника ИМ-08», Тушение пожара (1988) — устройство-«раскладушка» с двумя экранами, предположительно, аналог Nintendo MG-61 Squish либо Nintendo DK-52 Donkey Kong. Описана в журнале «Новые товары» №8 1988 как подготовленная к производству[1].
- «Электроника ИМ-09», «Space bridge MG-09» Космический мост (1989) — аналог Nintendo FR-27 Fire
- «Электроника ИМ-10», «Ice Hockey» Хоккей
- «Электроника ИМ-11» — луноход с программным управлением (1985), копия игрушки Big Trak
- «Электроника ИМ-12» со сменными картриджами — аналог игры Nintendo CJ-93 Donkey-Kong JR серии Panorama Screen 1983 г.

- «Электроника ИМ-13», «Explorers of space MG-13», «Ангстрем ИМ 13М» Разведчики космоса (1989)
- «Электроника ИМ-15» — настольная электронная игра Футбол (младшая версия) — аналог игры World Cup SOCCER (Striker in Europa) от TOMY Electronics 1979 года.
- «Электроника ИМ-16», «Fowling» Охота (1989)
- «Электроника ИМ-19» Биатлон (1989)
- «Электроника ИМ-20» Воздушный тир, вариант 1 (1994) — аналог игры Nintendo BU-201 Spitball Sparky серии Super Color 1984 г.
- «Электроника ИМ-20» Суперкубики (аналог тетриса), вариант 2 — ЖКИ собственной разработки, корпус как у Nintendo Super Color
- «Электроника ИМ-22», «Monkey Goalkeeper» Весёлые футболисты (1989)
- «Электроника ИМ-23» Автослалом (1989)
- «Электроника ИМ-26» со сменными экранами в виде картриджей — конструктивный аналог игры DIGI CASSE от Bandai 1984 г.

- «Электроника ИМ-27» Космические приключения (февраль 1990 г.) — опытная серия игры в виде бинокля, со стереоскопическим изображением (сам процесс похож на карманные игры серии Электроника) — аналог игры Planet Zeon от фирмы Tomy, выпускавшей в 1983 году целую серию подобных игр под названием TOMYTRONIC 3-D.
- «Электроника ИМ-28» — настольная электронная игра Электровикторина
- «Электроника ИМ-29» — шахматный ПАРТНЕР (шахматный компьютер с ЖК-экраном) (1991) — аналог игры Computer Chess от Mattel Electronics 1980 г.
- «Электроника ИМ-30» Электронный синтезатор «Орфей» разработки и производства ПО «Светлана»
- «Электроника ИМ-31» — настольная электронная игра Витязь (1988)
- «Электроника ИМ-32» Кот-рыболов
- «Электроника ИМ-33», «Frogling» Квака-задавака (1993)
- «Электроника ИМ-36» Весёлая рыбалка — сюжет игры с Казаком-рыболовом
- «Электроника ИМ-37» — настольная электронная игра Футбол: Кубок чемпионов (старшая версия).
- «Электроника ИМ-39» — настольная электронная игра Русский хоккей.
- «Электроника ИМ-45» Калькулятор; часы; будильник; игры, обучающие английскому языку.
- «Электроника ИМ-46» Калькулятор; синтезатор музыки
- «Электроника ИМ-49», «Night Burglars» Ночные Воришки (1992)
- «Электроника ИМ-50 — Весёлая арифметика|Электроника ИМ-50]]», «Amusing arithmetic MG-50» Весёлая арифметика (1989)
- «Электроника ИМ-50», «Space Flight» Космический полёт (1992), индекс совпадает с «Весёлая арифметика»
- «Электроника ИМ-51» Подводная Атака (Морская Атака) — вариант игры Морского Боя с подлодкой (1994)
- «Электроника ИМ-53» Атака астероидов (1993)
- «Электроника ИМ-55» — настольная электронная игра Баскетбол: Кубок мира
- «Электроника ИМ-?1» Цирк (1993)
- «Электроника ИМ-?2» Космические встречи (1992) — вариант игры Космический полет с астероидами
- «Электроника ИМ-?3»
- «Электроника ИМ-?4», «Sea Fight» Морской бой (1994)
- «Электроника ИМ-?5», «Ninja» Ниндзя (1993) — сюжет игры про лесного Ниндзя
- «Электроника ИМ-?6», «Fisherman» Рыбалка
- «Электроника ИМ-?7», «Ghostbusters» «Slimer» Охотники за привидениями
- «Электроника ИМ-?8» Избушка
- «Электроника ИМ-?9» Ниндзя-черепашки
- «Электроника ИМ-?10» Золотая антилопа

Серия «КС»
- «КС12-02» Винни Пух
- «КС26-01» Ну, погоди!
- «КС26-02» Весёлые футболисты
- «КС26-03» Автосалон
- «КС26-04» Кот-Рыболов
- «КС26-хх» Хоккей

Серия «ИЭ» — «Игра Электронная». Некоторые игры также выпускались с одинаковой надписью на корпусе и другой системой индексов.
- «Полесье ИЭ-01» Ночные воришки (1993)
- «Полесье ИЭ-02» Ловкий мышонок
- «Полесье ИЭ-03» Охота (1994)
- «Полесье ИЭ-04» Весёлые футболисты (1994)
- «Полесье ИЭ-05» Ну, погоди! (2000)
- «Полесье ИЭ-06» Ниндзя
- «Полесье ИЭ-07» Хоккей
- «Полесье ИЭ-08» Разведчики космоса

Серия «И» — версии игр, выпускавшиеся после 1992 года.
- «И-01» Автослалом
- «И-02» Весёлый повар
- «И-03» Космический мост
- «И-04» Кот-рыболов
- «И-05» Морской бой
- «И-06» Ну, погоди!
- «И-07» Лягушка-квакушка
- «И-08» Охота
- «И-09» Разведчики космоса
- «И-10» Биатлон
- «И-11» Цирк
- «И-12» Хоккей
- «И-13» Футбол
- «И-14» Ограбление
- «И-15» Сокровища океана (аналог ИМ-03)

Серия «ТОМАКОЧИ»
- «ИМ-101»
- «ИМ-102»
- «ИМ-103»
- «ИМ-104»

Другие
- «Ритм ЧЭ-01» — часы, выполненные на основе корпуса и платы с ИМС от игры, предположительно, без внесения изменений в прошивку. Упразднены клавиши, предназначенные для управления игровой ситуацией, применён особый ЖКИ, на котором отсутствуют «игровые» сегменты, а «часовая» группа сегментов, соответственно, увеличена и занимает всё освободившееся место;
- «Старт 7250» — радиоконструктор серии «Старт» для самостоятельной сборки микропроцессорной игры. Укомплектован корпусом, полностью собранной платой и двумя индикаторами с сюжетами игр «Квака-задавака» (ИМ-33) и «Кот-рыболов» (ИМ-32);
- «Альтаир ДБГБ-06И» — дозиметр; часы; игра.
- «Электроника ИЭР-01» — Автогонки[3] — портативная игра 1983 года на микросхеме К145ИК512П, аналог игры AUTO RACE от Mattel Electronics 1977 года.
- «Электроника Видеоспорт» — серия телевизионных игровых приставок. Сделана по мотивам видеоигры Pong. Выполнена на микросхеме К145ИК17. Существовало четыре варианта приставки — «Видеоспорт», «Видеоспорт-2», «Видеоспорт-М», «Видеоспорт-3», различавшихся между собой дизайном корпуса, пультов и пистолета.
- «Электроника Экси Видео 01» — телевизионная игровая приставка производства завода «Экситон».
- «Электроника Лидер» — ещё одна аналогичная приставка.
- Электроника ИЭ-01 «Иволга» — аналог игры «Саймон».
- «Электроника СР-1» синтезатор речи или «Говори и пиши по-английски» — аналог Speak’n'Spell.
- «Электроника. Береговая охрана» — настольная электронная игра (1989), реализующая алгоритм, близкий к алгоритму игрового автомата «Морской бой».
- «Электроника. Подводный охотник» — настольная электронная игра (1991).
- «Электроника. Волейбол» — настольная электронная игра (1993).

## Устройство
Электронная игра семейства «Ну, погоди!» состоит из корпуса, жидкокристаллического экрана с силуэтами изменяющихся элементов игровой ситуации и печатной платы. Изображение, создаваемое жидкокристаллическим экраном, дополняется неподвижными разноцветными изображениями, нарисованными на прозрачном листе, положенном на экран (либо, в поздних выпусках, эти изображения нанесены на отражающую подложку ЖКИ).
Вся электронная часть игры выполнена на одной специализированной микросхеме. Ранние игры используют микроконтроллеры КБ1013ВКх-х, более поздние — КБ1515ХМ3-x. Помимо микросхемы, на плате присутствуют «часовой» кварцевый резонатор (32768 Гц) и пьезоизлучатель ЗП-3. Микросхема требует двух напряжений питания — минус 3 и минус 1,5 вольта, которые обеспечиваются использованием двух отдельных элементов питания. Для снижения толщины корпуса некоторые компоненты, в частности микросхема, установлены в вырезах в плате. Питание осуществляется от двух элементов МЦ0,105 или СЦ32.
Микроконтроллер КБ1013 четырёхразрядный, имеет архитектуру гарвардского типа. На кристалле присутствуют ОЗУ объёмом 65 нибблов (4-битных ячеек) со страничной организацией 13x5, масочное (однократно программируемое при изготовлении) ПЗУ программ, таймер-счётчик, контроллер жидкокристаллических дисплеев, входной буфер и выходной регистр данных, блок управления резервированием мощности, тактовый генератор, устройство синхронизации.
Микроконтроллер выполняет 55 команд. Из арифметики есть только одна команда сложения. Есть команды, выполняющие сразу по три действия (обмен аккумулятора и ОЗУ, наращивание адреса ячейки ОЗУ и смена страницы ОЗУ) Объём программы — 1830 команд. Выполнен по КМОП-технологии с Al-затвором, выпускался в планарных 60-выводных пластмассовых корпусах. Номенклатура серийно выпускаемых типов КБ1013: КБ1013 ВЕ3-2; КБ1013 ВЕ6-2; КБ1013 ВК1-2.
Синтезатор речи «Электроника СР-1» построен на советских аналогах оригинальных микросхем, выпускавшихся в США фирмой TI для первого поколения игрушки «Speak’n'Spell», в частности, КР1803ВЖ1 (синтезатор речи, аналог TMS5100) и КР1803РЕ1 и РЕ2 (внешнее ПЗУ для предыдущей микросхемы, аналоги TMC0351/2 (TMS6100)).
В игре "Электроника ИМ-37" установлен специализированный микроконтроллер КР1814ВЕ8 с системой команд TMS1000, не путать с микроконтроллером общего применения К1816ВЕ48 с системой команд 8048.